# Philipp Crone
Philipp Crone (Keulen, 16 maart 1977) is een voormalig hockeyer uit Duitsland, die speelde als verdediger. Met de Duitse nationale hockeyploeg nam hij tweemaal deel aan de Olympische Spelen (2000 en 2004).
Bij zijn tweede olympische optreden, in 2004 in Athene, won Crone de bronzen medaille met de Duitse ploeg, die destijds onder leiding stond van bondscoach Bernhard Peters. Hij speelde in totaal 349 interlands voor zijn vaderland, waarvan 22 in de zaal, en kwam in clubverband uit voor Rot-Weiß München. Crone loste Björn Michel af als recordinternational en werd zelf in 2012 voorbijgestreefd door Matthias Witthaus. Hij maakte zijn debuut voor de nationale A-ploeg op 27 november 1996.

## Erelijst
- 1996 –  Europees kampioenschap junioren in Vejle
- 1996 –  Champions Trophy in Madras
- 1997 –  EK zaalhockey in Liévin
- 1997 –  Wereldkampioenschap junioren in Milton Keynes
- 1997 –  Champions Trophy in Adelaide
- 1998 –  WK hockey in Utrecht
- 1998 – 6e Champions Trophy in Lahore
- 1999 –  EK zaalhockey in Slagelse
- 1999 –  Europees kampioenschap in Padova
- 2000 –  Champions Trophy in Amstelveen
- 2000 – 5e Olympische Spelen in Sydney
- 2001 –  EK zaalhockey in Luzern
- 2001 –  Champions Trophy in Rotterdam
- 2002 –  WK hockey in Kuala Lumpur
- 2002 –  Champions Trophy in Keulen
- 2003 –  EK zaalhockey in Santander
- 2003 –  WK zaalhockey in Leipzig
- 2003 –  Europees kampioenschap in Barcelona
- 2004 –  Olympische Spelen in Athene
- 2004 – 5e Champions Trophy in Lahore
- 2005 –  Europees kampioenschap in Leipzig
- 2006 –  Champions Trophy in Terrassa
- 2006 –  WK hockey in Mönchengladbach

Clemens Arnold · 
Christoph Bechmann · 
Philipp Crone · 
Oliver Domke · 
Christoph Eimer · 
Björn Emmerling · 
Michael Green · 
Florian Kunz · 
Christian Mayerhöfer  · 
Björn Michel · 
Sascha Reinelt · 
Christopher Reitz · 
Ulrich Moissl · 
Christian Wein · 
Tibor Weißenborn · 
Matthias Witthaus · 
Coach: Paul Lissek
Clemens Arnold · 
Christoph Bechmann · 
Sebastian Biederlack · 
Philipp Crone · 
Eike Duckwitz · 
Christoph Eimer · 
Björn Emmerling · 
Florian Kunz  · 
Björn Michel · 
Sascha Reinelt · 
Justus Scharowsky · 
Ulrich Moissl · 
Christian Schulte · 
Tibor Weißenborn · 
Timo Weß · 
Matthias Witthaus · 
Christopher Zeller · 
Coach: Bernhard Peters
- Gemeinsame Normdatei: 1106388429
- Virtual International Authority File: 60146937847913832485
- WorldCat: E39PBJr7WBpptR9JQfmH7g8Hmd